# دهستان زرج‌آباد
دهستان زرج‌آباد یا دهستان سنجبد مرکزی  نام دهستانی در بخش فیروز شهرستان کوثر، استان اردبیل در ایران است. براساس سرشماری مرکز آمار ایران در سال ۱۳۸۵، جمعیت آن ۳۵۸۷ نفر (۷۷۶ خانوار) بوده‌است.